# Salles-sur-l'Hers
Salles-sur-l'Hers (okcitansko Salas d'Erç) je naselje in občina v južnem francoskem departmaju Aude nekdanje regije Languedoc-Roussillon, od leta 2016 dalje v regiji Oksitanija. Leta 2011 je naselje imelo 635 prebivalcev.

## Geografija
Kraj leži v pokrajini Languedoc ob reki Hers-Mort, 68 km severozahodno od središča departmaja Carcassonna. 

## Uprava
Salles-sur-l'Hers je sedež istoimenskega kantona, v katerega so poleg njegove vključene še občine Baraigne, Belflou, Cumiès, Fajac-la-Relenque, Gourvieille, La Louvière-Lauragais, Marquein, Mézerville, Molleville, Montauriol, Payra-sur-l'Hers, Sainte-Camelle in Saint-Michel-de-Lanès  s 2.126 prebivalci.
Kanton Salles-sur-l'Hers je sestavni del okrožja Carcassonne.